# Hans Stubbendorff

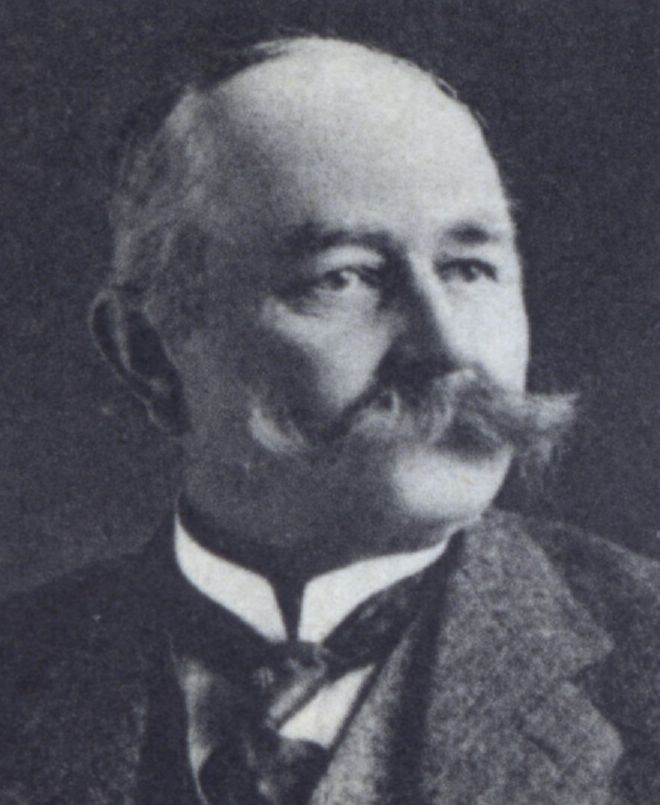
Hans Stubbendorff als Reichstagsabgeordneter 1912

Hans Stubbendorff (* 8. August 1851 in Zapel; † 23. März 1931 ebenda) war Gutspächter und Mitglied des Deutschen Reichstags.

## Leben
Stubbendorff wurde bis zum 12. Jahre zu Hause unterrichtet und besuchte dann das Realgymnasium in Perleberg bis zur Prima. Seit Herbst 1868 war er praktischer Landwirt, seit Johannis 1876 in Zapel als Pächter tätig und seit Johannis 1895 auch Pächter von Semlin bei Karstädt. Über 20 Jahre war er Amtsvorsteher des Amtes Pinnow.
Von 1901 bis 1908 war er Mitglied des Preußischen Abgeordnetenhauses und von 1898 bis 1918 war er Mitglied des Deutschen Reichstags für den Wahlkreis Regierungsbezirk Potsdam 1 Westprignitz und die Deutsche Reichspartei.
Sein Sohn Walter Stubbendorff wurde ebenfalls Mitglied des Reichstags, folgte dem Vater als Pächter von Zapel und übernahm dort etwas später die Gutsherrschaft.